# 成田市立遠山中学校
成田市立遠山中学校（なりたしりつ とおやまちゅうがっこう）は、千葉県成田市大清水にある公立中学校。

## 概要
千葉県の北部、北総台地の準農村地帯にあった本学区は、新東京国際空港建設に伴う激動の時期を乗り越え、騒音地域に入ると共に豊かな自然の中に近代的な新しいものとが同居する地区でもある。近年、住宅地の造成が進み、新住民が急激に増えている。

## 沿革
- 1947年（昭和22年） - 遠山村立遠山中学校認可。
- 1950年（昭和25年） - 遠山小学校新築に伴い、旧遠山小学校校舎を遠山中学校とする。
- 1954年（昭和29年） - 町村合併により成田市立遠山中学校に改称。

## 学区
遠山小学校・東小学校・三里塚小学校・本城小学校の学区を含む。
小菅、大山、久米野、吉倉、川栗、畑ケ田、大清水、三里塚、本三里塚、本城、南三里塚、東三里塚、駒井野、取香、堀之内、新駒井野、長田、十余三、天神峰、東峰、古込、木の根、天浪、三里塚光ケ丘、三里塚御料、西三里塚